# Liste der Landkreise und kreisfreien Städte in Sachsen
Der Freistaat Sachsen ist in zehn Landkreise und drei kreisfreie Städte untergliedert. Diese Liste der Landkreise und kreisfreien Städte in Sachsen gibt eine allgemeine Übersicht über diese samt deren wichtigsten Daten. Die aktuell gültige Verwaltungsgliederung kam mit der Kreisreform vom 1. August 2008 zustande, bei der die bisherigen 22 Landkreise und sieben kreisfreien Städte neu gegliedert wurden.
Sachsen ist mit einer Fläche von 18.415,5 Quadratkilometern das zehntgrößte deutsche Bundesland. Mit einer Gesamtbevölkerung von 4.042.422 Personen (Stand 31. Dezember 2024) befindet es sich an sechster Stelle. Die durchschnittliche Bevölkerungsdichte beträgt 220 Einwohner pro Quadratkilometer und entspricht damit etwa dem bundesweiten Durchschnitt.
Die größten Städte Sachsens sind die Landeshauptstadt Dresden mit 564.904 Einwohnern sowie die Messestadt Leipzig mit 611.850 Einwohnern.
Der bevölkerungsreichste Flächenkreis ist der Erzgebirgskreis mit 318.394 Einwohnern, die wenigsten Menschen wohnen dagegen im Landkreis Nordsachsen. Von der Fläche her ist der Landkreis Bautzen mit 2.390,7 Quadratkilometern der größte, der Landkreis Zwickau mit 949,3 Quadratkilometern der kleinste der Landkreise Sachsens.

## Aufbau
Die nachfolgende Liste ist folgendermaßen aufgebaut:
- Landkreis: Name des Landkreises beziehungsweise der kreisfreien Stadt. Amtliche obersorbische Namen werden kursiv in Klammern gesetzt. Kreisfreie Städte erhalten als solche eine Zeile tiefer einen Hinweis.
- Kreisstadt: Name der Kreisstadt.
- Wappen: Offizielles Wappen des Landkreises beziehungsweise der kreisfreien Stadt.
- Karte: Lagekarte des Landkreises beziehungsweise der kreisfreien Stadt innerhalb des Freistaates Sachsen.
- Kfz: Kraftfahrzeugkennzeichen der jeweiligen Gebietskörperschaft.
- Bevölkerung: Bevölkerungszahl der jeweiligen Gebietskörperschaften mit Stand vom 31. Dezember 2024[1].
- Fläche: Fläche der jeweiligen Gebietskörperschaften in Quadratkilometer (km²).
- Dichte: Bevölkerungsdichte in Einwohner je Quadratkilometer.
- Anmerkungen: weitere Informationen bezüglich angrenzender Bundesländer oder Nachbarstaaten, Besonderheiten und dergleichen.
- Bild: Ein typisches Bild aus der Region, mit der die jeweilige Gebietskörperschaft identifiziert wird.

## Übersicht
| Landkreis/ kreisfreie Stadt      | Kreisstadt        | Wappen                                                  | Lage                                                                       | Kfz                                       | Einw.     | Fläche (in km²) | Ew/km² | Anmerkungen | Bild                                                         |
| -------------------------------- | ----------------- | ------------------------------------------------------- | -------------------------------------------------------------------------- | ----------------------------------------- | --------- | --------------- | ------ | --- | ------------------------------------------------------------ |
| Bautzen (Budyšin)                | Bautzen           | Wappen des Landkreises Bautzen                          | Lage des Landkreises Bautzen im Freistaat Sachsen                          | BZ, BIW, HY, KM                           | 292.608   | 2.395,60        | 122    | flächengrößter Landkreis Sachsens; grenzt an Tschechien und Brandenburg; entstanden aus den Landkreisen Bautzen und Kamenz und der kreisfreien Stadt Hoyerswerda                                                                   | Altstadt von Bautzen                                         |
| Chemnitz (kreisfreie Stadt)      |                   | Wappen der Stadt Chemnitz                               | Lage der Stadt Chemnitz im Freistaat Sachsen                               | C                                         | 245.618   | 221,03          | 1111   | hieß von 1953 bis 1990 Karl-Marx-Stadt | Karl-Marx-Monument                                           |
| Dresden (kreisfreie Stadt)       |                   | Wappen der Stadt Dresden                                | Lage der Stadt Dresden im Freistaat Sachsen                                | DD                                        | 564.904   | 328,48          | 1720   | Landeshauptstadt; flächengrößte und nach Leipzig zweitbevölkerungsreichste Stadt Sachsens | Innere Altstadt mit Frauenkirche, Stadtschloss und Hofkirche |
| Erzgebirgskreis                  | Annaberg-Buchholz | Wappen des Erzgebirgskreises                            | Lage des Erzgebirgskreises im Freistaat Sachsen                            | ERZ, ANA, ASZ, AU, MAB, MEK, STL, SZB, ZP | 318.394   | 1.827,93        | 174    | bevölkerungsreichster Landkreis Sachsens; grenzt an Tschechien; höchster Berg (Fichtelberg; 1.214,88 m); entstanden aus den Landkreisen Annaberg, Aue-Schwarzenberg, Stollberg und dem Mittleren Erzgebirgskreis                   | Fichtelberghaus auf dem Fichtelberg                          |
| Görlitz (Zhorjelc)               | Görlitz           | Wappen des Landkreises Görlitz                          | Lage des Landkreises Görlitz im Freistaat Sachsen                          | GR, LÖB, NOL, NY, WSW, ZI                 | 243.958   | 2.111,44        | 116    | größter See Sachsens (Bärwalder See; 13,0 km²); grenzt an Polen, Tschechien und Brandenburg; entstanden aus der kreisfreien Stadt Görlitz, dem Landkreis Löbau-Zittau und dem Niederschlesischen Oberlausitzkreis                  | Fürst-Pückler-Park in Bad Muskau                             |
| Leipzig (kreisfreie Stadt)       |                   | Wappen der Stadt Leipzig                                | Lage der Stadt Leipzig im Freistaat Sachsen                                | L                                         | 611.850   | 297,80          | 2055   | bevölkerungsreichste Stadt Sachsens | Altes Rathaus                                                |
| Leipzig                          | Borna             | Wappen des Landkreises Leipzig                          | Lage des Landkreises Leipzig im Freistaat Sachsen                          | L, BNA, GHA, GRM, MTL, WUR                | 260.127   | 1.651,29        | 158    | grenzt an Sachsen-Anhalt und Thüringen; entstanden aus dem Landkreis Leipziger Land und dem Muldentalkreis | Rathaus in Borna                                             |
| Meißen                           | Meißen            | Wappen des Landkreises Meißen                           | Lage des Landkreises Meißen im Freistaat Sachsen                           | MEI, GRH, RG, RIE                         | 239.221   | 1.454,59        | 164    | grenzt an Brandenburg; entstanden aus den Landkreisen Meißen und Riesa-Großenhain | Albrechtsburg in Meißen                                      |
| Mittelsachsen                    | Freiberg          | Wappen des Landkreises Mittelsachsen                    | Lage des Landkreises Mittelsachsen im Freistaat Sachsen                    | FG, BED, DL, FLÖ, HC, MW, RL              | 296.431   | 2.116,87        | 140    | grenzt an Tschechien und Thüringen; entstanden aus den Landkreisen Döbeln, Freiberg und Mittweida | Historisches Bergwerk in Freiberg                            |
| Nordsachsen                      | Torgau            | Wappen des Landkreises Nordsachsen                      | Lage des Landkreises Nordsachsen im Freistaat Sachsen                      | TDO, DZ, EB, OZ, TG, TO                   | 199.422   | 2.028,56        | 98     | bevölkerungsärmster Landkreis Sachsens; grenzt an Brandenburg und Sachsen-Anhalt; entstanden aus den Landkreisen Delitzsch und Torgau-Oschatz                                                                                      | Flughafen Halle/Leipzig                                      |
| Sächsische Schweiz-Osterzgebirge | Pirna             | Wappen des Landkreises Sächsische Schweiz-Osterzgebirge | Lage des Landkreises Sächsische Schweiz-Osterzgebirge im Freistaat Sachsen | PIR, DW, FTL, SEB                         | 243.996   | 1.654,21        | 148    | grenzt an Tschechien; entstanden aus dem Landkreis Sächsische Schweiz und dem Weißeritzkreis | Lilienstein und Elbsandsteingebirge                          |
| Vogtlandkreis                    | Plauen            | Wappen des Vogtlandkreises                              | Lage des Vogtlandkreises im Freistaat Sachsen                              | V, AE, OVL, PL, RC                        | 219.100   | 1.412,46        | 155    | grenzt an Tschechien, Bayern und Thüringen; entstanden 1996 aus den Kreisen Auerbach, Klingenthal, Oelsnitz, Plauen und Reichenbach; ab 2008 mit der kreisfreien Stadt Plauen                                                      | Göltzschtalbrücke bei Reichenbach                            |
| Zwickau                          | Zwickau           | Wappen des Landkreises Zwickau (?)                      | Lage des Landkreises Zwickau im Freistaat Sachsen                          | Z, GC, HOT, WDA                           | 306.793   | 949,75          | 323    | flächenkleinster Landkreis Sachsens; größte Bevölkerungsdichte aller Landkreise der neuen Bundesländer; grenzt an Thüringen; entstanden aus den Landkreisen Chemnitzer Land und Zwickauer Land sowie der kreisfreien Stadt Zwickau | Sachsenring Automobilwerke – Heimat des Trabant              |
| Freistaat Sachsen                | Freistaat Sachsen | Freistaat Sachsen                                       | Freistaat Sachsen                                                          | Freistaat Sachsen                         | 4.042.422 | 18.450,01       | 219    | |                                                              |